# Этот новый мир
«Этот новый мир»  (фр. La Croisade) — французский художественный фильм режиссёра и сценариста Луи Гарреля. 
Мировая премьера картины состоялась 12 июля 2021 года во внеконкурсной программе Каннского кинофестиваля, российская премьера — 21 апреля 2022 года.

## Сюжет
Супруги Абель и Марианна выясняют, что их 13-летний сын Жозеф тайком продал все самые ценные вещи, принадлежащие семье. Оказывается, Жозеф входит в сообщество парижских детей, придумавших проект по спасению человечества от глобального потепления.

## В ролях
| Актёр            | Роль        |
| ---------------- | ----------- |
| Летиция Каста    | Марианна    |
| Луи Гаррель      | Абель       |
| Жозеф Энгель     | Жозеф       |
| Жюлия Боэм       | Люси        |
| Илинка Лони      | Клотильда   |
| Лайонел Дрей     | Жером Ломон |
| Клеманс Жангийом | Одри Ломон  |